# Eugen Bindewald
Eugen Friedrich Bindewald (* 10. August 1846 Waldfischbach; † 20. Juni 1922 Kaiserslautern) war Ingenieur und von 1875 bis 1913 Stadtplaner von Kaiserslautern.

## Leben und Werdegang
Eugen Bindewald wurde am 10. August 1846 in Waldfischbach als Sohn des königlichen Forstmeisters Friedrich-Joseph Bindewald (* 31. März 1813 in Obermoschel; † 2. September 1889 in Kaiserslautern) und seiner Frau Emilie, geb. Gassert (* 4. November 1826; † 21. Oktober 1874 Kaiserslautern) geboren. Er war das erste von zehn Kindern des Ehepaares.
Nach dem Besuch der Volks- und Realschule absolvierte Eugen Bindewald das Ingenieurstudium an der Technischen Hochschule in München. Anschließend trat er eine Stelle bei der Reichs-Eisenbahn im Elsass an.
Eugen Bindewald heiratete im Mai 1872 Caroline Henriette Luise, geb. Welsch, (* 27. Januar 1849 Kirchheimbolanden; † 26. Oktober 1888 Kaiserslautern). Mit ihr und dem Sohn Friedrich Otto zog er 1875 nach Kaiserslautern. Nach dem Tod seiner ersten Frau war er mit deren Schwester Maria Barbara Caroline, geb. Welsch, (* 5. Mai 1857 Kaiserslautern) verheiratet. Aus beiden Ehen gingen jeweils drei Kinder hervor.
Ab 01. Januar 1875 arbeitete Eugen Bindewald als Stadtbaumeister, ab 14. Dezember 1899 als Stadtbaurat in der Stadtverwaltung Kaiserslautern. Hier war er als Ingenieur für Kanalbau, Straßenbau und Stadterweiterung zuständig. Aufgrund einer ärztlichen Empfehlung bat er am 15. Juli 1912 um Beurlaubung für ein halbes Jahr. Am 15. Januar 1913 wurde er in den Ruhestand verabschiedet. Er verstarb nach langer schwerer Krankheit am 21. Juni 1922 in Kaiserslautern.

## Wirken

### Stadtplanung und Straßenbau
Ende des 19. Jahrhunderts führten Industrialisierung und Mobilität zu einem Zuzug in die größeren Städte, so auch in Kaiserslautern. Die Stadt war aber noch weitgehend durch die mittelalterliche Baustruktur gekennzeichnet und wies im Stadtbereich ein zu enges Straßennetz auf. Ein Konzept für die weitere Ausdehnung der Stadt fehlte.
In seiner Stadtplanung, die sich in dem Erweiterungsplan von 1887 niederschlug, konzentrierte sich Eugen Bindewald auf den Bereich der Innenstadt und das Gebiet, das von dem Ring umgrenzt wurde, den die Bahn um die Stadt zog. Angesichts der Begrenzung der Stadt durch ansteigendes Gelände im Norden und Süden bevorzugte er eine Ausdehnung in der Ost-West-Achse.
Priorität hatte für Eugen Bindewald die Konzipierung eines Straßennetzes. Er erachtete es als notwendig, dass „durch die Gestaltung breiter Straßen … der Eintritt von Licht und Luft und der Verkehr erleichtert werden.“  Für die Planung bevorzugte Eugen Bindewald das Radialsystem mit Ringstraßen: „hier laufen die Hauptverkehrsstraßen radial vom Centrum hinaus und werden durch zum Centrum concentrische Straßen durchschnitten.“  Als wesentlich erachtete er aber auch frei Plätze: „Diese mit Rasen, Bäumen, Blumen und Ziersträuchern geschmückten Plätze ersetzen dem nicht bemittelten Publikum Garten und Wald; sie erquicken Auge und Geist und ozonieren die dumpfe Stadtluft.“  „Viele frei Plätze, genügend breite Straßen, nicht zu dichte Bebauung, viele Gärten und Vorgärten, überhaupt recht viel Grün machen eine Stadt bequem, schön und gesund.“
Drei Knotenpunkte mit sternförmiger Verkehrsverteilung sind im Stadtkonzept von Eugen Bindewald zu erkennen: In der Innenstadt das Fackelrondell, zwischen Innenstadt und Bahnring der heutige Adolf-Kolping-Platz und im westlichen Bereich der St.-Marien-Platz mit der Marienkirche als axialem Mittelpunkt der Königsstraße.
Vorbilder für seine Stadtplanung fand Eugen Bindewald im Plan von Georges-Eugène Haussmann für Paris und bei James Hobrecht für Berlin.
Für die Straßenerweiterung mussten Grundbesitzer dazu bewegt werden, die benötigten Flächen von am Ende insgesamt 31 Hektar an die Stadt abzutreten. Daher bestand die Schwierigkeit nicht nur im Umfang der Straßenbaumaßnahmen, sondern auch in einem damals fehlenden Enteignungsrecht, so dass man Eugen Bindewald Überzeugungskraft und Verhandlungsgeschick bescheinigte. Mit seinem Namen hänge „die Lösung manches großzügigen Projektes zusammen“.
Mit seiner Stadtplanung prägte Eugen Bindewald das Stadtbild von Kaiserslautern bis heute.
Neu für den Straßenbau in Kaiserslautern war die Anlage von Teerstraßen. Hier galt der Ingenieur Eugen Bindewald als eine Autorität: „In den weitesten Fachkreisen wird ja schon lange Bindewalds Untersuchungen und vorzüglichen praktischen Resultaten namentlich auf dem Gebiete der Teerstraßen die größte Anerkennung gezollt.“ Für eine Abhandlung über neue Verfahren auf dem Gebiete des Straßenbaus habe er bei der Internationalen Gewerbe- und Industrieausstellung in Turin 1911 in der Sonderabteilung für Straßenbau einen Preis von 2000 Lire erhalten.

### Kanalisation
In der in einer Talsohle gelegenen Stadt Kaiserslautern führten die durch Spalten und Klüfte im Sandstein versickernden Niederschläge zu ergiebigen unterirdischen Zuflüssen über das ganze Jahr und damit zu einem hohen Grundwasserstand. Die bestehenden nassen Wiesen und Sümpfe beeinträchtigten die Stadtentwicklung.
In der damals „ärmlichen Landstadt“ waren die Bewohner auf agrarische Selbstversorgung angewiesen, aber das enge Zusammenleben von Mensch und Tier mit dem unkontrollierten Abfluss von Abwässern sorgten für große Probleme. 1854 wurde die Stadt von einer Typhusepidemie heimgesucht. Dazu kamen die Abwässer aus den Fabriken der Tuchindustrie, der Metallverarbeitung, den zahlreichen Brauereien und weiteren Betrieben. So stellten die offen laufenden und versickernden privaten und industriellen Abwässer ein großes Problem für die Gesundheit der Menschen in der Stadt dar.
Das Kanalisationskonzept, das Eugen Bindewald 1884 entwickelte, hatte daher zwei zentrale Ziele: zum einen die Absenkung des Grundwassers und die Tieferlegung der Lauter sowie Beseitigung von Stau-Anlagen zum schnelleren Abfluss der Lauter aus dem Stadtbereich und zum anderen die Beseitigung des Abwassers. Für dieses Kanalisationssystem legte Eugen Bindewald ingenieurtechnische Untersuchungen vor.
Schon um 1910 waren alle Wasserflächen in der Innenstadt trockengelegt, kanalisiert und teilweise bebaut. Im Nachruf heißt es: „Wir danken es Herrn Bindewald, dass wir heute ein fertiges Kanalsystem haben, das wir sonst in Jahrzehnten nicht mehr bauen könnten.“
In der Nachfolge wurde die Arbeit von Eugen Bindewald im Bereich Straßenbau und Kanalisation nebst Wasserleitung an einen Oberingenieur vergeben. Bauamtmann Hermann Hussong, der bereits seit dem 1. Juli 1909 unter Eugen Bindewald tätig war, sollte sich als Stadtplaner mit den Aufgaben der Wohnraum-Entwicklung beschäftigen. Er verlieh der Stadt Kaiserslautern mit seinen Bauten in den 1920er Jahren ein neues Gesicht.

## Anerkennung und Ehrung
In einem Nachruf bei seinem Ausscheiden aus dem Dienst wird festgehalten, dass Eugen Bindewald „... seit 37 Jahren in aufreibenden städt. Dienste(n) stehe und seine Kraft zur Verfügung gestellt habe, dabei noch zu einer Zeit, wo die Entwicklungsverhältnisse der Stadt überaus schwierig waren. Derselbe habe allein die Entwicklung der Stadt über Wasser gehalten.“ „Die Stadt verliere in Herrn Bindewald einen überaus tüchtigen, eifrigen, kenntnisreichen und erfahrungsreichen Beamten, der an der Entwickelung der Stadt hervorragenden Anteil genommen habe. Über 37 Jahre habe derselbe im Dienste der Stadt gestanden und in sich für diese Zeit geradezu ein Stück Geschichte der Stadt verkörpert.“
In Anerkennung seiner Verdienste wurde in Kaiserslautern 2001 eine Straße nach Eugen Bindewald benannt.